# The Summer Collection: Greatest Hits
| Recensione | Giudizio |
| ---------- | -------- |
| AllMusic   | [ 1 ]    |

The Summer Collection è una raccolta della cantautrice statunitense Donna Summer, pubblicata nel 1985 dalla casa discografica Mercury Records. 

## Descrizione
La raccolta contiene sette tracce del periodo disco della cantante, quando era sotto contratto con la Casablanca Records, e tre canzoni dell'album She Works Hard for the Money, pubblicato dalla Mercury Records.

## Tracce

### Lato A
1. She Works Hard for the Money (da She Works Hard for the Money, 1983) – 4:33 (Donna Summer, Michael Omartian)
2. Bad Girls (da Bad Girls, 1979) – 4:00 (D. Summer, Bruce Sudano, Eddie Hokenson, Joe Esposito)
3. On the Radio (da On the Radio: Greatest Hits Volumes I & II, 1979) – 4:06 (Giorgio Moroder, D. Summer)
4. Stop, Look and Listen (da She Works Hard for the Money, 1983) – 4:08 (D. Summer, M. Omartian, Greg Phillinganes)
5. Last Dance (da Thank God It's Friday, 1978) – 3:19 (Paul Jabara)

### Lato B
1. MacArthur Park (da Live and More, 1978) – 3:56 (Jimmy Webb)
2. Heaven Knows (feat. Brooklyn Dreams) (da Live and More, 1978) – 3:36 (D. Summer, G. Moroder, Pete Bellotte)
3. Unconditional Love (da She Works Hard for the Money, 1983) – 4:43 (D. Summer, M. Omartian)
4. I Love You (da Once Upon a Time, 1977) – 3:19 (D. Summer, G. Moroder, P. Bellotte)
5. No More Tears (Enough Is Enough) (feat. Barbra Streisand) (da On the Radio: Greatest Hits Volumes I & II, 1979) – 4:48 (P. Jabara, Bruce Roberts)